# HD16504
HD16504 — хімічно пекулярна зоря спектрального класу B8, що має видиму зоряну величину в смузі V приблизно 9,0.
Вона  розташована на відстані близько 2718,0 світлових років від Сонця.

## Пекулярний хімічний вміст
Зоряна атмосфера GSC9144-1500 має підвищений вміст Si .